# Novoivanivka, Teofipol
Novoivanivka (în ucraineană Новоіванівка) este un sat în comuna Halciînți din raionul Teofipol, regiunea Hmelnîțkîi, Ucraina.

## Demografie
Componența lingvistică a localității Novoivanivka
     Ucraineană (99,38%)
     Alte limbi (0,63%)
Conform recensământului din 2001, majoritatea populației localității Novoivanivka era vorbitoare de ucraineană (99,38%), existând în minoritate și vorbitori de alte limbi.